# テティス (衛星)
テティスまたはテチス (Saturn III Tethys) は、土星の第3衛星である。土星の衛星の中では5番目に大きい。1684年3月21日にジョヴァンニ・カッシーニによってディオネと共に発見された。

## 概要

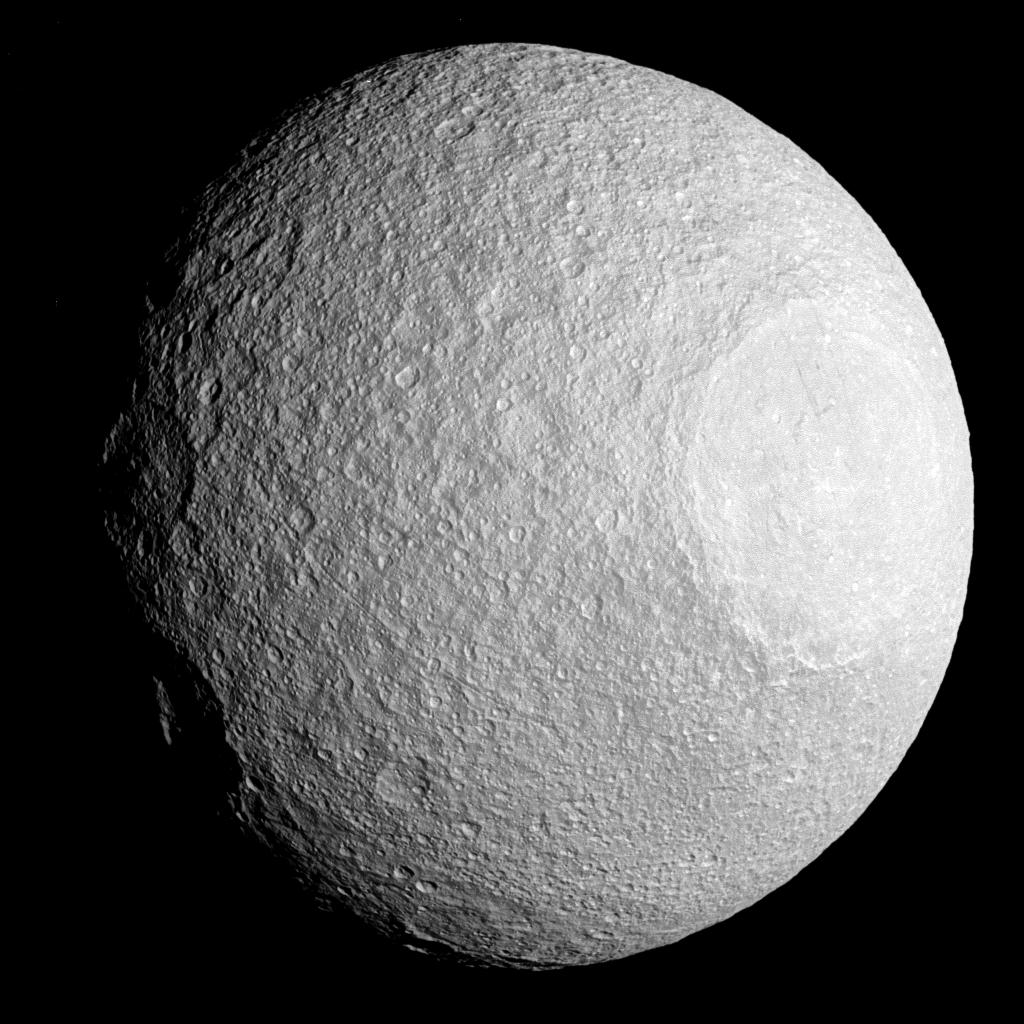
テティス。右側に巨大なオデュッセウス・クレーターが写る。

テティスの密度は太陽系内の主要な衛星の中では最も低い部類であり、ディオネやレアと同じように、珪石等の岩石を含む氷が主成分であると考えられる。最近の研究で、テティスが異常に白く光の反射率が高いのは、同じ土星の衛星エンケラドゥスから吹き上げられた氷がその表面に降着したせいではないかとする説が提案されている。
進行方向側の半球の赤道部分には、両極より温度が低い地域がある。この領域はテティスの公転に伴って高エネルギーの電子が衝突し続けるため、地表の氷が硬い氷に変化して熱が逃げやすくなっていると考えられている。同様の温度分布は同じ土星の衛星であるミマスでも見つかっている。
テティスのラグランジュ点には、トロヤ衛星のテレスト (L4) とカリプソ (L5) が存在する。

## 発見と命名
テティスは1684年3月21日に、ジョヴァンニ・カッシーニによってディオネと共に発見された。カッシーニはそれ以前にもレアとイアペトゥスを発見している。これらの衛星は、カッシーニがパリ天文台に設置した大型の空気望遠鏡を用いて観測された。
カッシーニは自らが発見した4つの衛星に対して、ルイ14世を讃えて Sidera Lodoicea と名付けた。これは「ルイの星」という意味である。17世紀の終わりになると、天文学者はこれらの4衛星とタイタンをあわせ、Saturn I から Saturn V というように番号で呼ぶようになった。1789年にミマスとエンケラドゥスが発見されるとこの命名方法は Saturn VII まで拡張され、古い5衛星の番号を押し上げる形で番号が振り直された。この方式が続いたのは1848年にヒペリオンが発見されるまでであり、この時はイアペトゥスの番号が Saturn VIII に変更された。
これらの7つの衛星に現在知られている名前を与えたのは、天文学者のジョン・ハーシェルである。彼はミマスとエンケラドゥスの発見者であるウィリアム・ハーシェルの息子である。1847年に発表した『Results of Astronomical Observations made at the Cape of Good Hope』の中で、7つの衛星に対して命名した。テティスの名前は、ギリシア神話の巨人族（ティーターン）の1人テーテュースに因む。なおギリシア神話には別にテティス (Thetis) というニンフが登場するが、この衛星とは関係がない。

## 軌道
テティスは土星からおよそ 295,000 km 離れたところを公転しており、これは土星半径のおよそ4.4倍に相当する。軌道離心率は非常に小さく、また軌道傾斜角はおよそ 1° である。テティスはミマスとの軌道傾斜角の共鳴に固定されているが、両者の質量が小さく及ぼす重力が弱いため、この共鳴は軌道離心率や潮汐加熱には目立った影響を与えていない。
テティスの軌道は土星の磁気圏の内部にあるため、土星とほぼ同じ角速度で回転している磁気圏内のプラズマが衛星の後行半球に衝突する。またテティスは磁気圏内の高エネルギー粒子 (電子とイオン) の継続的な衝突にさらされている。
テティスは自身の軌道上に共回転するトロヤ衛星であるテレストとカリプソを持っている。テレストはテティスから 60° 先行した位置にある L4 付近、カリプソは 60° 後方にある L5 付近に存在する。軌道力学の観点からは、これらのトロヤ衛星はテティスとの 1:1 の平均運動共鳴を起こしている状態にある。

## 物理的特徴
テティスの半径はおよそ 531 km で、太陽系の衛星の中では16番目の大きさである。質量は 6.17×1020 kg であり、地球質量の0.000103倍、月の質量の1%未満である。また密度は 0.98 g/cm3 と低く、大部分が水氷で出来ていることが示唆される。
テティスの内部が岩石の核と氷のマントルに分化しているかは分かっていない。分化していたとしても、核の半径は 145 km を超えず、全体の質量の 6% 未満であろうと考えられる。潮汐力と自転の遠心力による作用で、テティスは三軸楕円体の形状をしている。この楕円体の形状からは、テティスの内部は一様であり、従って分化していないことが示唆される。また、地下に内部海が存在する可能性は低いと考えられている。
テティスの表面は、可視光の波長帯で太陽系内で最も反射率が高いものの一つであり、可視光での幾何アルベドは 1.229 である。この非常に高いアルベドは、エンケラドゥスの南極から噴出して土星のE環を形成している氷の粒子が、テティスの表面に降り積もっていることが原因だろうと考えられている。さらにレーダーで測定した表面のアルベドも同様に高い。場所によってアルベドの値には違いがあり、公転の進行方向の半球は、逆側の半球よりも 10-15% 明るい。
アルベドが高いことから、テティスの表面は大部分が純粋な氷から出来ており、暗い物質の含有量は低いことが示唆される。可視光でのテティスのスペクトルは平坦で特徴に乏しいことが分かっているが、近赤外線では 1.25, 1.5, 2.0, 3.0 μm で強い氷による吸収が存在することが分かっている。氷の結晶以外の化合物は、テティスの表面での確実な検出報告は存在しない。存在する可能性がある物質は、有機物、アンモニア、二酸化炭素である。氷に含まれる暗い物質は、イアペトゥスやヒペリオンなどの暗い表面を持つ土星の衛星に見られているのと同じスペクトルの特徴を持つ。この物質の候補は、ナノ粒子の鉄か赤鉄鉱 (ヘマタイト) だと予想される。カッシーニによって行われたテティスの熱放射の観測やレーダー観測からは、テティス表面に降り積もっている氷組成のレゴリスは複雑な構造を持つことが示されており、レゴリス粒子の空隙率は 95% を超える。

テティスの後行半球 (左) と先行半球 (右) の表面の違い。なお色の違いは強調されている。

## 表面の特徴

### 色パターン

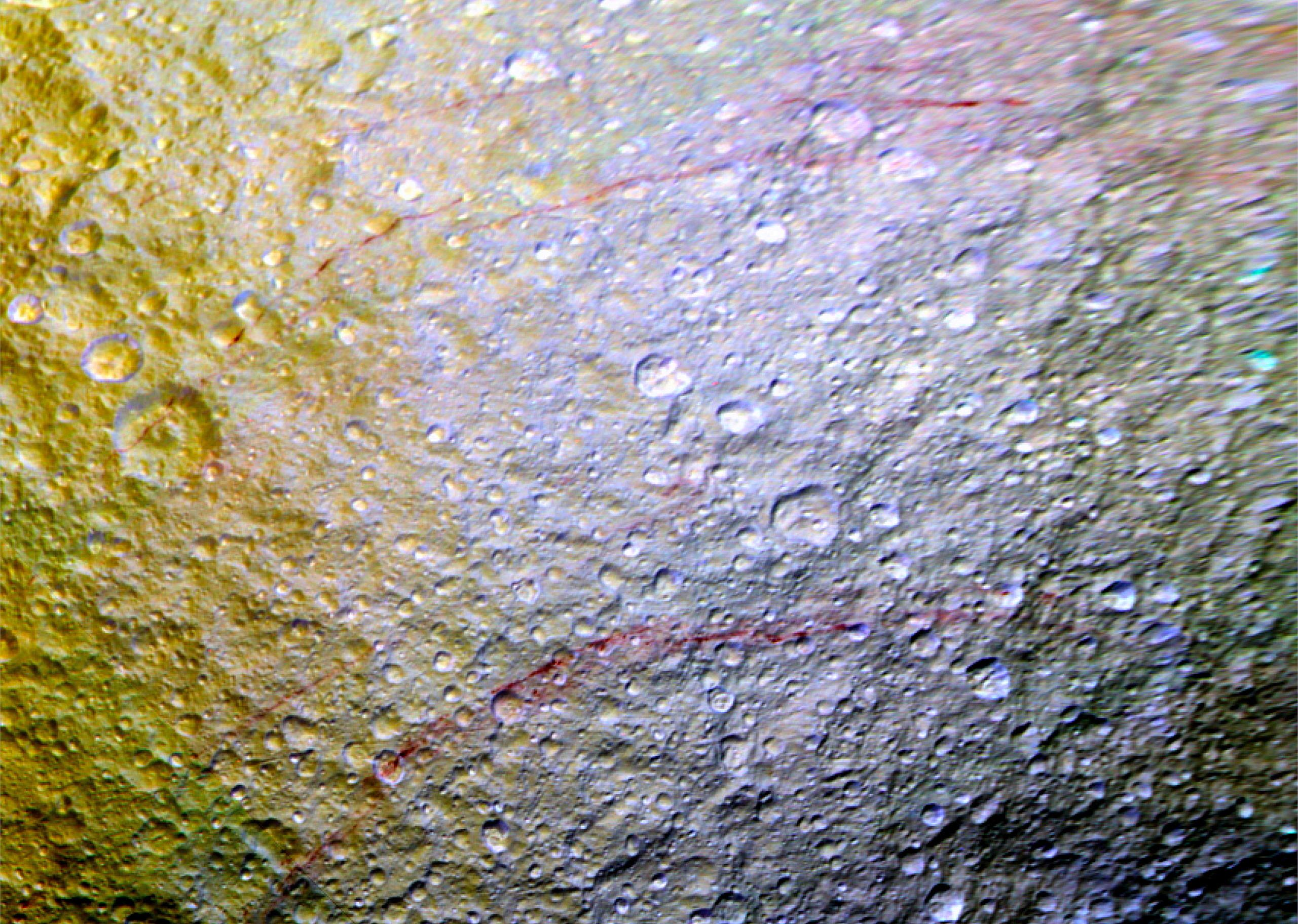
テティスの Red Arcs (2015年4月11日)

テティスの表面は、色や明るさによって識別できる大域的なスケールの特徴を複数持つ。公転方向の反対側にあたる後行半球は暗く赤っぽい色をしており、これは公転方向の最後尾に当たる反向点に近づくに連れて強くなる。これは物理的特徴の節でも述べたとおり、各半球におけるアルベド分布の非対称性の原因となっている。先行半球側でも公転方向の先端にあたる地点に近づくにつれてわずかに赤っぽくなる特徴を示すが、色が暗くなるという特徴は見られないのが後行半球との大きな違いである。このような二分した色のパターンが存在するため、北極と南極を通る大円に沿って先行・後行両半球の間に青っぽい帯状の領域が見られる。
このようなな表面の色と明るさの違いは、土星の中型サイズの衛星では典型的な特徴である。この原因は、先行半球に降り積もるE環からの明るい氷粒子と、後行半球に降り積もる外側の衛星からやってきた暗い粒子と関係している可能性がある。また後行半球が暗くなっているのは、土星の磁気圏内に存在して土星と共回転しているプラズマ粒子との衝突が原因である可能性もある。
探査機による観測で、テティスの先行半球には赤道から南北 20° に渡る暗く青っぽい帯状の領域が発見されている。この帯は後行半球に近づくに連れて細くなる楕円形の形状をしている。このような特徴は、その他にはミマスのみに見られる。この帯状の特徴は、ほぼ確実に土星の磁気圏内の 1 MeV よりも高エネルギーな電子によって作られている。これらの粒子は惑星の自転とは逆向きの方向に移動し、衛星の先行半球側の赤道に近い領域に優先的に衝突する。カッシーニによって得られたテティスの温度マップでは、青っぽい領域は周囲よりも低温であることが分かっており、中間赤外線波長で観測するとパックマンのような見た目をしていることが分かっている。

### 地形

テティスの全球。

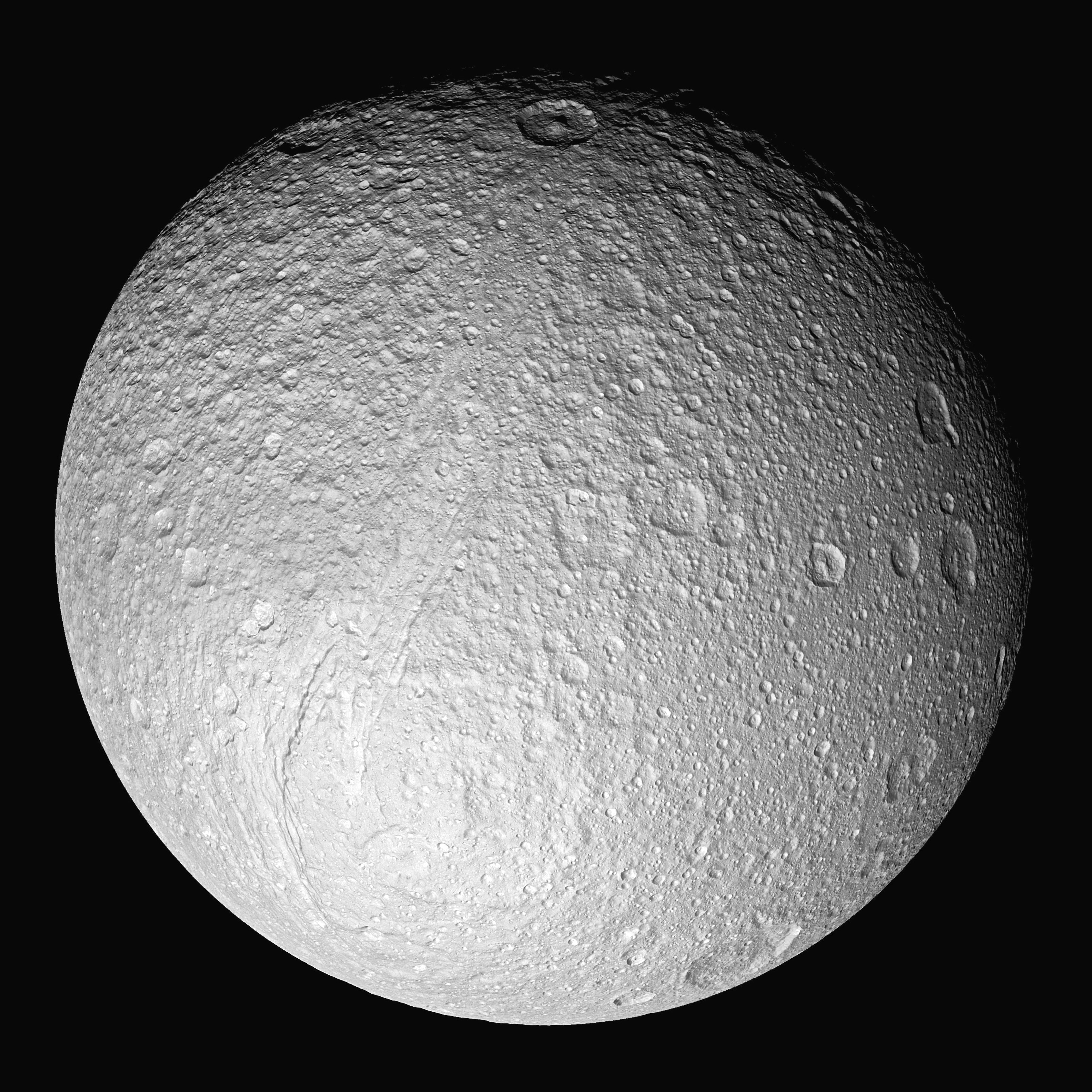
カッシーニが撮影した、常に土星を向いている側のテティスの半球画像。中央付近に大きな峡谷である Ithaca Chasma が見える。

テティスの表面には多くのクレーターが見られ、直径が 40 km を超えるものが多く存在している。先行半球の一部の領域は滑らかな表面になっている。またカズマ地形と呼ばれる溝状の地形やトラフも多数発見されている。
先行半球の西側には、直径が 450 km と衛星直径の 40% に及ぶ大きさを持つオデュッセウスという巨大なクレーターが存在する。現在のオデュッセウスは非常に平坦であり、より正確に表現するとこのクレーターの底部はテティスの球状の輪郭に沿った形状をしている。これはテティスの氷地殻の長時間に渡る粘性緩和が働いた結果だと考えられている。ただし平坦と言ってもクレーターの縁の頂上は衛星の平均半径から測っておよそ 5 km の高さがある。オデュッセウスの中心部には 2-4 km の深さの穴が存在し、それはクレーター底部から 6-9 km 高い領域に囲まれている。この高い領域自身は、テティスの平均半径よりも 3 km ほど低い位置にある。
その他の特徴的な地形としては、イタカ谷 (Ithaca Chasma) と呼ばれる巨大な峡谷が挙げられる。この峡谷は幅 100 km、深さ 3 km であり、長さは 2,000 km 以上とテティスの円周の 75% にも及ぶ。Ithaca Chasma はテティスの表面積のおよそ 10% を占めている。オデュッセウスとおおむね同心円状に分布しており、Ithaca Chasma の極とオデュッセウスの位置は 20° しかずれていない。この峡谷は、テティスの地下にあった液体の水が固化する際に形成されたと考えられる。固化する際に衛星は膨張し、それに伴って表面にひびを形成する。テティスはかつてディオネとの 2:3 軌道共鳴を起こしており、これによってテティスの軌道離心率が上昇し、潮汐加熱も大きかったと考えられる。この加熱の影響で過去のテティスには内部海が存在した可能性がある。衛星が軌道共鳴から脱出すると軌道離心率を維持する機構がなくなり、次第に潮汐加熱も弱くなる。そのため内部海は熱源を失って凍結する。
Ithaca Chasma の形成には別の仮説も存在する。最大のクレーターであるオデュッセウスを形成した天体衝突が発生した時、テティスを衝突に伴う衝撃波が伝播し、氷組成の脆い表面を破砕したというものである。このシナリオが正しいとすると、Ithaca Chasma はオデュッセウスの最も外側の環状の地溝だということになる。しかしカッシーニによる高分解能観測によるクレーター個数分布に基づく年齢推定からは、Ithaca Chasma はオデュッセウスよりも古い地形であることが示されているため、衝突によって形成された地形であるという仮説は可能性が低い。
後行半球に見られる滑らかな地形は、オデュッセウスの対蹠点に近い領域に存在するが、正確な対蹠点から 60° ほど北東方向に広がっている。この領域は周囲のクレーターが多い領域とは比較的明瞭な境界によって区切られている。オデュッセウスの反対側にあるという立地から、滑らかな平面とクレーター形成には関連性がある可能性が指摘されている。隕石衝突の際に発生した地震波が表面を伝わり、衝突地点の反対側に集まることで平坦な地形が形成される可能性がある。しかし衝突由来の地形の場合は境界が曖昧な遷移領域を伴った地形が形成されると考えられる。この地形は明瞭な境界を持つことから、天体内部からの貫入に由来するものである可能性がある。例えば、オデュッセウスを形成した衝突によって生成されたテティスのリソスフェアの脆弱性に沿って発生した貫入などである。

### クレーター年代学
テティス表面に見られる衝突クレーターの大部分は、単純な中央丘を持つタイプである。直径が 150 km を超えるクレーターの場合はより複雑な丘とリング構造を持つ形態を示す。最大のクレーターであるオデュッセウスのみが、中央付近が沈んだ形状をしている。古い衝突クレーターは新しいものに比べて幾分か浅い形状をしており、これは地形の緩和の度合いを表している。
テティスの表面の場所によって、クレーターの密度は異なる。クレーターの密度が高くなるほど、その表面の年代は古いということを意味する。そのためクレーターの個数密度を測定することによって、テティス表面の相対的な年代の違いを測定することが出来る。これは一般にクレーター年代学と呼ばれる手法であり、固体の表面を持つ様々な天体に対して行われている。テティス表面のクレーターが多い領域は最も年代が古く、形成年代は太陽系形成の頃の45億6000万年前まで遡るだろうと考えられている。オデュッセウス内部の最も新しい表面の年齢は、37億6000万から10億6000万年と推定されている。数値のばらつきは、絶対年代として使用した指標の違いに由来する。地形の節で述べたとおり、クレーター年代学を元にすると峡谷地形である Ithaca Chasma はオデュッセウスよりも古い。

## 起源と進化
テティスは土星の周りに存在した降着円盤 (周惑星円盤) の中で形成されたと考えられている。この円盤は、土星形成直後にその周囲に形成される、ガスとチリからなる円盤である。土星は太陽から遠く低温であるため、土星周囲に形成される円盤では主要な固体成分は水氷であり、これを材料としてほとんどの衛星が形成されると考えられる。その他の円盤の揮発性物質としてはアンモニアや二酸化炭素が存在したと考えられているが、どの程度存在したのかはあまりよく分かっていない。
テティスが非常に多くの水氷を含んでいる理由はまだ解明されていない。土星周囲の周惑星円盤の環境では、窒素分子と一酸化炭素はアンモニアとメタンに変換されると考えられる。このことは、テティスを含む土星の衛星が、太陽系外縁天体である冥王星や海王星の衛星トリトンよりも多くの氷を含んでいる理由を部分的に説明できる。これは、一酸化炭素から解離した酸素が水素と反応して水を生成する化学反応が発生するからである。その他に氷が非常に多い組成を説明する興味深い仮説の一つとして、かつてタイタンのような衛星が土星に飲み込まれる前に氷の地殻が潮汐力によって引き剥がされ、それが集積して土星の環や内部衛星群が形成されたというシナリオが提案されている。
降着過程は衛星が完全に形成した後数千年に渡って続いた可能性が高い。理論モデルでは、降着に伴う天体衝突がテティスの外層を加熱し、地下 29 km 程度にわたって最大温度は 155 K に到達したことが示唆されている。形成が終了した後、熱伝導によって地下は冷えていき、内部は外層から熱が伝わるため加熱される。冷えていく表面付近の層は収縮し、逆に内部は膨張する。この過程はテティスの近くに強い伸長応力を及ぼし、その強さは 5.7 MPa になったと推定される。これにより、表面のひび割れが発生したと考えられる。
テティスは岩石成分が欠乏しているため、放射性元素の崩壊に伴う加熱が内部の進化に大きな影響を及ぼした可能性は低い。そのため内部の潮汐加熱を除けば、テティスは内部溶融を経験していないことを意味する。もし過去に内部の溶融が発生したのであれば、それはテティスがディオネやその他の衛星との軌道共鳴を通過した時期であっただろう。依然として、テティスの進化に関する現在の知見は非常に限定的である。